# کوفتگی ریه
کوفتگی ریوی که با نام کوفتگی ریه نیز شناخته می‌شود، نوعی کوفتگی در ریه است که بر اثر ضربه به قفسه سینه ایجاد می‌شود. در نتیجه آسیب به مویرگ‌ها، خون و سایر مایعات در بافت ریه تجمع می‌یابند. این تجمع اضافی مایعات باعث اختلال در تبادل گاز شده و ممکن است منجر به کاهش سطح اکسیژن (هیپوکسی) شود.
برخلاف پارگی ریوی که نوع دیگری از آسیب ریه است، کوفتگی ریوی شامل بریدگی یا پارگی در بافت ریه نمی‌شود.
کوفتگی ریوی معمولاً به‌طور مستقیم بر اثر ضربه شدید ایجاد می‌شود، اما می‌تواند ناشی از آسیب‌های انفجاری یا موج ضربه‌ای مرتبط با ترومای نافذ نیز باشد. با استفاده گسترده از مواد منفجره در جنگ‌های جهانی اول و دوم، کوفتگی ریوی ناشی از انفجارها به‌عنوان یک آسیب شناخته شد.
در دهه ۱۹۶۰، این آسیب در میان غیرنظامیان بیشتر مورد توجه قرار گرفت و معمولاً در اثر تصادفات رانندگی رخ می‌داد. استفاده از کمربند ایمنی و کیسه‌های هوا می‌تواند خطر آسیب به سرنشینان خودرو را کاهش دهد.
تشخیص کوفتگی ریوی با بررسی علت آسیب، معاینه فیزیکی و رادیوگرافی قفسه سینه انجام می‌شود. علائم و نشانه‌های معمول شامل تأثیرات مستقیم ضربه فیزیکی مانند درد قفسه سینه و سرفه همراه با خون، و همچنین نشانه‌هایی از کمبود اکسیژن در بدن مانند سیانوز است.
این آسیب معمولاً با مراقبت حمایتی بهبود می‌یابد. در بسیاری از موارد، تنها اکسیژن مکمل و پایش دقیق کافی است؛ اما در شرایط شدید، ممکن است نیاز به مراقبت‌های ویژه باشد. به‌عنوان مثال، اگر تنفس به‌شدت مختل شود، تنفس مکانیکی ضروری خواهد بود. همچنین، برای حفظ حجم مناسب خون، ممکن است جایگزینی مایعات لازم باشد، اما این مایعات با احتیاط تجویز می‌شوند، زیرا افزایش بیش از حد مایعات می‌تواند ادم ریوی را تشدید کند که ممکن است کشنده باشد.
شدت کوفتگی ریوی از خفیف تا شدید متغیر است. کوفتگی‌های کوچک ممکن است تأثیر کمی بر سلامت داشته باشند یا هیچ تأثیری نداشته باشند، اما کوفتگی ریوی شایع‌ترین نوع آسیب قفسه سینه با پتانسیل مرگبار است. این آسیب در ۳۰ تا ۷۵ درصد موارد ضربه شدید به قفسه سینه رخ می‌دهد.
خطر مرگ ناشی از کوفتگی ریوی بین ۱۴ تا ۴۰ درصد است. این آسیب معمولاً همراه با سایر صدمات رخ می‌دهد. اگرچه آسیب‌های همراه اغلب علت اصلی مرگ هستند، تصور می‌شود که کوفتگی ریوی مستقیماً در یک‌چهارم تا نیمی از موارد موجب مرگ شود.
کودکان به‌ویژه در معرض خطر بالای این آسیب قرار دارند، زیرا انعطاف‌پذیری نسبی استخوان‌های آن‌ها مانع از جذب نیروی ضربه توسط دیواره قفسه سینه می‌شود و این نیرو مستقیماً به ریه منتقل می‌شود.
کوفتگی ریوی با عوارضی مانند ذات‌الریه و سندرم دیسترس حاد تنفسی همراه است و می‌تواند باعث ناتوانی تنفسی طولانی‌مدت شود.

## طبقه‌بندی

کیسه هوایی

کوفتگی ریوی و پارگی ریوی از جمله آسیب‌های وارده به بافت ریه هستند. پارگی ریوی، که در آن بافت ریه دچار بریدگی یا پارگی می‌شود، با کوفتگی ریوی تفاوت دارد، زیرا در پارگی ریوی، ساختار ماکروسکوپی ریه دچار اختلال می‌شود، در حالی که کوفتگی ریوی چنین تغییری را شامل نمی‌شود.
زمانی که پارگی‌های ریوی با خون پر شوند، نتیجه آن هماتوم ریوی خواهد بود که تجمع خون در بافت ریه را نشان می‌دهد. کوفتگی ریوی شامل خونریزی در آلوئول‌ها (کیسه‌های هوایی کوچک مسئول جذب اکسیژن) است، اما هماتوم یک لخته خون مجزا است که با بافت ریه ترکیب نشده است.
ریه ممکن است در اثر تجمع خون (هموتوراکس) یا هوا (پنوموتوراکس) یا هر دو (هموپنوموتوراکس) در حفره جنبی (فضای خارج از ریه) دچار فروپاشی شود. این شرایط ذاتاً شامل آسیب به بافت ریه نیستند، اما ممکن است با آن مرتبط باشند.
آسیب‌های دیواره قفسه سینه نیز از آسیب‌های ریوی متمایز هستند، اما ممکن است با آن‌ها همراه باشند. آسیب‌های دیواره قفسه سینه شامل شکستگی دنده و قفسه سینه شناور است، که در آن چندین دنده شکسته شده و بخشی از قفسه سینه از بقیه دیواره قفسه سینه جدا شده و به‌طور مستقل حرکت می‌کند.